# A Fülöp-szigetek az 1964. évi nyári olimpiai játékokon
A Fülöp-szigetek a japán Tokióban megrendezett 1964. évi nyári olimpiai játékok egyik részt vevő nemzete volt. Az országot az olimpián 10 sportágban 47 sportoló képviselte, akik összesen 1 érmet szereztek.

## Érmesek
| Érem  | Versenyző          | Sportág   | Versenyszám |
| ----- | ------------------ | --------- | ----------- |
| Ezüst | Anthony Villanueva | Ökölvívás | Pehelysúly  |

## Atlétika
Férfi
| Versenyző                                                 | Versenyszám     | Előfutam | Előfutam | Előfutam | Negyeddöntő | Negyeddöntő | Negyeddöntő | Elődöntő | Elődöntő | Elődöntő | Döntő   | Döntő    |
| Versenyző                                                 | Versenyszám     | Idő      | Hely.    | Össz.    | Idő         | Hely.       | Össz.       | Idő      | Hely.    | Össz.    | Idő     | Helyezés |
| --------------------------------------------------------- | --------------- | -------- | -------- | -------- | ----------- | ----------- | ----------- | -------- | -------- | -------- | ------- | -------- |
| Arnulfo Valles                                            | 100 m           | 11,21    | 7.       | 69.      | kiesett     | kiesett     | kiesett     | kiesett  | kiesett  | kiesett  | kiesett | kiesett  |
| Rogelio Onofre                                            | 100 m           | 10,78    | 5.       | 38.*     | kiesett     | kiesett     | kiesett     | kiesett  | kiesett  | kiesett  | kiesett | kiesett  |
| Rogelio Onofre                                            | 200 m           | 22,17    | 7.       | 46.      | kiesett     | kiesett     | kiesett     | kiesett  | kiesett  | kiesett  | kiesett | kiesett  |
| Arsenio Jazmin                                            | 400 m           | 49,9     | 5.       | 47.      | kiesett     | kiesett     | kiesett     | kiesett  | kiesett  | kiesett  | kiesett | kiesett  |
| Arnulfo Valles Miguel Ebreo Claro Pellosis Rogelio Onofre | 4 × 100 m váltó | 41,7     | 7.       | 19.      |             |             |             | kiesett  | kiesett  | kiesett  | kiesett | kiesett  |

Női
| Versenyző                                                | Versenyszám     | Előfutam | Előfutam | Előfutam | Negyeddöntő | Negyeddöntő | Negyeddöntő | Elődöntő | Elődöntő | Elődöntő | Döntő   | Döntő    |
| Versenyző                                                | Versenyszám     | Idő      | Hely.    | Össz.    | Idő         | Hely.       | Össz.       | Idő      | Hely.    | Össz.    | Idő     | Helyezés |
| -------------------------------------------------------- | --------------- | -------- | -------- | -------- | ----------- | ----------- | ----------- | -------- | -------- | -------- | ------- | -------- |
| Mona Sulaiman                                            | 100 m           | 12,01    | 7.       | 25.**    | kiesett     | kiesett     | kiesett     | kiesett  | kiesett  | kiesett  | kiesett | kiesett  |
| Mona Sulaiman                                            | 200 m           | 25,4     | 4.       | 28.*     |             |             |             | kiesett  | kiesett  | kiesett  | kiesett | kiesett  |
| Aida Molinos Loretta Barcenas Nelly Restar Mona Sulaiman | 4 × 100 m váltó | 48,8     | 7.       | 13.      |             |             |             |          |          |          | kiesett | kiesett  |

| Versenyző            | Versenyszám   | Selejtező | Selejtező | Döntő    | Döntő    |
| Versenyző            | Versenyszám   | Eredmény  | Helyezés  | Eredmény | Helyezés |
| -------------------- | ------------- | --------- | --------- | -------- | -------- |
| Lolita Lagrosas      | Magasugrás    | 155 cm    | 24.       | kiesett  | kiesett  |
| Lolita Lagrosas      | Távolugrás    | 552 cm    | 27.       | kiesett  | kiesett  |
| Josephine de la Viña | Diszkoszvetés | 42,27 m   | 18.       | kiesett  | kiesett  |

* - egy másik versenyzővel azonos időt ért el

** - három másik versenyzővel azonos időt ért el

## Birkózás
Kötöttfogású
| Versenyző          | Versenyszám | 1. forduló                     | 2. forduló                         | 3. forduló        | 4. forduló        | 5. forduló        | Döntő             | Helyezés    |
| Versenyző          | Versenyszám | Ellenfél Eredmény              | Ellenfél Eredmény                  | Ellenfél Eredmény | Ellenfél Eredmény | Ellenfél Eredmény | Ellenfél Eredmény | Helyezés    |
| ------------------ | ----------- | ------------------------------ | ---------------------------------- | ----------------- | ----------------- | ----------------- | ----------------- | ----------- |
| Tortillano Tumasis | 57 kg       | Michele Toma (ITA) · 3-1       | visszalépett                       | kiesett           | kiesett           | kiesett           | kiesett           | helyezetlen |
| Antonio Senosa     | 63 kg       | Johann Marte (AUT) · kétvállas | Szakurama Kódzsi (JPN) · kétvállas | kiesett           | kiesett           | kiesett           | kiesett           | helyezetlen |
| Job Mayo           | 78 kg       | Matti Laakso (FIN) · kétvállas | Kiril Petkov (BUL) · kétvállas     | kiesett           | kiesett           | kiesett           | kiesett           | helyezetlen |
| Fernando H. García | 87 kg       | Max Kobelt (SUI) · kétvállas   | Istvan Raskovy (AUS) · kétvállas   | kiesett           | kiesett           | kiesett           | kiesett           | helyezetlen |

Szabadfogású
| Versenyző          | Versenyszám | 1. forduló                         | 2. forduló                                      | 3. forduló        | 4. forduló        | 5. forduló        | Döntő             | Helyezés    |
| Versenyző          | Versenyszám | Ellenfél Eredmény                  | Ellenfél Eredmény                               | Ellenfél Eredmény | Ellenfél Eredmény | Ellenfél Eredmény | Ellenfél Eredmény | Helyezés    |
| ------------------ | ----------- | ---------------------------------- | ----------------------------------------------- | ----------------- | ----------------- | ----------------- | ----------------- | ----------- |
| Tortillano Tumasis | 57 kg       | Varga János (HUN) · kétvállas      | Cshö Jonggil (Choi Yeong-gil) (KOR) · kétvállas | kiesett           | kiesett           | kiesett           | kiesett           | helyezetlen |
| Antonio Senosa     | 63 kg       | Reiner Schilling (EUA) · 3-1       | Baldangiin Sanjaa (MGL) · kétvállas             | kiesett           | kiesett           | kiesett           | kiesett           | helyezetlen |
| Job Mayo           | 78 kg       | Guram Szagaradze (URS) · kétvállas | Philip Oberlander (CAN) · kétvállas             | kiesett           | kiesett           | kiesett           | kiesett           | helyezetlen |
| Fernando H. García | 87 kg       | Khorloogiin Bayanmönkh (MGL) · 3-1 | Günther Bauch (EUA) · 3-1                       | kiesett           | kiesett           | kiesett           | kiesett           | helyezetlen |

## Cselgáncs
| Versenyző        | Versenyszám | Csoportkör                                                                                     | Csoportkör | Negyeddöntő                                              | Elődöntő          | Döntő             | Helyezés |
| Versenyző        | Versenyszám | Ellenfél Eredmény                                                                              | Hely.      | Ellenfél Eredmény                                        | Ellenfél Eredmény | Ellenfél Eredmény | Helyezés |
| ---------------- | ----------- | ---------------------------------------------------------------------------------------------- | ---------- | -------------------------------------------------------- | ----------------- | ----------------- | -------- |
| Vicente Uematsu  | Könnyűsúly  | 5. csoport · Gerhard Zotter (AUT) · V · René Arredondo (MEX) · V · Oscar Karpenkopf (ARG) · GY | 2.         | kiesett                                                  | kiesett           | kiesett           | 9.       |
| Narzal García    | Középsúly   | 5. csoport · Alfred Redl (AUT) · V · Lhofei Shiozawa (BRA) · V · Rafael Barquero (CRC) · GY    | 3.         | kiesett                                                  | kiesett           | kiesett           | 17.      |
| Bernardo Repuyan | Középsúly   | 1. csoport · Kanapathy Moorthy (MAS) · V · Rodolfo Pérez (ARG) · V                             | 3.         | kiesett                                                  | kiesett           | kiesett           | 17.      |
| Thomas Ong       | Nyílt       | 3. csoport · Ben Campbell (USA) · V · Klaus Glahn (EUA) · V                                    | 3.         | Vigaszág · John Ryan (IRL) · V · Kaminaga Akio (JPN) · V | kiesett           | kiesett           | 7.       |

## Kerékpározás

### Országúti kerékpározás
| Versenyző                                                    | Versenyszám     | Idő                    | Helyezés      |
| ------------------------------------------------------------ | --------------- | ---------------------- | ------------- |
| Norberto Arceo                                               | Mezőnyverseny   | nem ért célba          | nem ért célba |
| Daniel Olivares                                              | Mezőnyverseny   | 4:39:51,83 (+0:00,20)  | 97.           |
| Cornelio Padilla                                             | Mezőnyverseny   | 4:39:51,83 (+0:00,20)  | 98.           |
| Arturo Romeo                                                 | Mezőnyverseny   | 4:39:51,83 (+0:00,20)  | 73.           |
| Norberto Arceo Daniel Olivares Cornelio Padilla Arturo Romeo | Csapat időfutam | 2:59:58,60 (+33:27,41) | 29.           |

## Ökölvívás
| Versenyző           | Versenyszám   | Selejtező         | 32-es főtábla                     | Nyolcaddöntő                        | Negyeddöntő               | Elődöntő                  | Döntő                                | Helyezés |
| Versenyző           | Versenyszám   | Ellenfél Eredmény | Ellenfél Eredmény                 | Ellenfél Eredmény                   | Ellenfél Eredmény         | Ellenfél Eredmény         | Ellenfél Eredmény                    | Helyezés |
| ------------------- | ------------- | ----------------- | --------------------------------- | ----------------------------------- | ------------------------- | ------------------------- | ------------------------------------ | -------- |
| Dominador Calumarde | Légsúly       |                   | Wang Chee-Yen (ROC) · KO          | Cso Donggi (Jo Dong-gi) (KOR) · 0-5 | kiesett                   | kiesett                   | kiesett                              | 9.       |
| Arnulfo Torrevillas | Harmatsúly    |                   | Börje Karvonen (FIN) · RSC        | Fermin Espinosa (CUB) · 1-4         | kiesett                   | kiesett                   | kiesett                              | 9.       |
| Anthony Villanueva  | Pehelysúly    |                   | Giovanni Girgenti (ITA) · 3-2     | Tamar Ben Hassan (TUN) · 4-1        | Piotr Gutman (POL) · RSC  | Charles Brown (USA) · 4-1 | Sztanyiszlav Sztyepaskin (URS) · 2-3 |          |
| Rodolfo Arpon       | Könnyűsúly    | erőnyerő          | Børge Krogh (DEN) · 4-1           | James Dunne (GBR) · 4-1             | Ronald Harris (USA) · 0-5 | kiesett                   | kiesett                              | 5.       |
| Manfredo Alipala    | Váltósúly     |                   | Khalid Al-Karkhi (IRQ) · kizárták | Hamada Kicsidzsiró (JPN) · 0-5      | kiesett                   | kiesett                   | kiesett                              | 9.       |
| Félix Ocampo        | Nagyváltósúly |                   | erőnyerő                          | Anthony Barber (AUS) · 0-5          | kiesett                   | kiesett                   | kiesett                              | 9.       |

## Sportlövészet
Férfi
| Versenyző           | Versenyszám                    | Pont | Helyezés |
| ------------------- | ------------------------------ | ---- | -------- |
| Horacio Miranda     | Gyorstüzelő pisztoly           | 548  | 48.      |
| Paterno Miranda     | Gyorstüzelő pisztoly           | 535  | 50.      |
| Edgar Bond          | Szabadpisztoly                 | 526  | 34.      |
| Mariano Ninonuevo   | Szabadpisztoly                 | 501  | 48.      |
| Pacifico Salandanan | Sportpuska, fekvő              | 583  | 52.      |
| Adolfo Feliciano    | Sportpuska, fekvő              | 588  | 34.      |
| Adolfo Feliciano    | Sportpuska, összetett          | 1094 | 42.      |
| Martin Gison        | Sportpuska, összetett          | 1073 | 48.      |
| Leopoldo Ang        | Szabadpuska, összetett (300 m) | 1062 | 25.      |
| Bernardo San Juan   | Szabadpuska, összetett (300 m) | 1060 | 26.      |

## Súlyemelés
| Versenyző        | Versenyszám | Nyomás   | Nyomás   | Szakítás | Szakítás | Lökés    | Lökés    | Összesen | Helyezés |
| Versenyző        | Versenyszám | Eredmény | Helyezés | Eredmény | Helyezés | Eredmény | Helyezés | Összesen | Helyezés |
| ---------------- | ----------- | -------- | -------- | -------- | -------- | -------- | -------- | -------- | -------- |
| Artemio Rocamora | 82,5 kg     | 122,5    | 20.      | 115,0    | 19.      | 152,5    | 17.      | 390,0    | 19.      |

## Torna
Férfi
| Versenyző         | Versenyszám      | Selejtező | Selejtező | Döntő    | Döntő    |
| Versenyző         | Versenyszám      | Pontszám  | Helyezés  | Pontszám | Helyezés |
| ----------------- | ---------------- | --------- | --------- | -------- | -------- |
| Demetrio Pastrana | Talaj            | 6,50      | 130.      | kiesett  | kiesett  |
| Demetrio Pastrana | Ugrás            | 5,00      | 129.      | kiesett  | kiesett  |
| Demetrio Pastrana | Egyéni összetett |           |           | 11,50    | 130.     |
| Fortunato Payao   | Talaj            | 11,50     | 125.      | kiesett  | kiesett  |
| Fortunato Payao   | Ugrás            | 7,50      | 128.      | kiesett  | kiesett  |
| Fortunato Payao   | Egyéni összetett |           |           | 19,00    | 129.     |

Női
| Versenyző       | Versenyszám      | Selejtező | Selejtező | Döntő    | Döntő    |
| Versenyző       | Versenyszám      | Pontszám  | Helyezés  | Pontszám | Helyezés |
| --------------- | ---------------- | --------- | --------- | -------- | -------- |
| Evelyn Magluyan | Talaj            | 15,132    | 82.       | kiesett  | kiesett  |
| Evelyn Magluyan | Ugrás            | 0,000     | 83.       | kiesett  | kiesett  |
| Evelyn Magluyan | Felemás korlát   | 0,000     | 83.       | kiesett  | kiesett  |
| Evelyn Magluyan | Gerenda          | 14,332    | 83.       | kiesett  | kiesett  |
| Evelyn Magluyan | Egyéni összetett |           |           | 29,464   | 83.      |

## Úszás
Férfi
| Versenyző        | Versenyszám | Előfutam | Előfutam | Előfutam | Elődöntő | Elődöntő | Elődöntő | Döntő   | Döntő    |
| Versenyző        | Versenyszám | Idő      | Hely.    | Össz.    | Idő      | Hely.    | Össz.    | Idő     | Helyezés |
| ---------------- | ----------- | -------- | -------- | -------- | -------- | -------- | -------- | ------- | -------- |
| Amman Jalmaani   | 200 m mell  | 2:44,7   | 6.       | 24.      | kiesett  | kiesett  | kiesett  | kiesett | kiesett  |
| Rolando Landrito | 200 m mell  | 2:41,9   | 3.       | 22.      | kiesett  | kiesett  | kiesett  | kiesett | kiesett  |

## Vitorlázás
Nyílt
| Versenyző                                           | Versenyszám | Futam | Futam | Futam | Futam | Futam | Futam | Futam | Pontszám | Helyezés |
| Versenyző                                           | Versenyszám | 1     | 2     | 3     | 4     | 5     | 6     | 7     | Pontszám | Helyezés |
| --------------------------------------------------- | ----------- | ----- | ----- | ----- | ----- | ----- | ----- | ----- | -------- | -------- |
| Feliciano Juntareal Fausto Preysler Jesús Villareal | Sárkányhajó | 141   | 287   | (101) | 141   | 184   | 162   | 141   | 1056     | 21.      |